# Karate en los Juegos Mediterráneos de 2009
La competición de karate en los Juegos Mediterráneos de 2009 se realizó en el pabellón Palasport R. Febo de la ciudad de Pescara (Italia) entre el 30 de mayo y el 1 de junio de 2009.

## Resultados

### Masculino
| Evento         | Oro                                | Plata                         | Bronce                                                             |
| -------------- | ---------------------------------- | ----------------------------- | ------------------------------------------------------------------ |
| 60 kg (30.06)  | Mochele Guliani · Italia           | Amin Ramadan · Egipto         | Edin Muslić · Bosnia y Herzegovina / · Danil Dondoni · Croacia     |
| 67 kg (30.06)  | Dimitrios Triantafyllis · Grecia   | Mostafa el-Sembwiy · Egipto   | Valentin Popa Serbia / Karem Othman Siria                          |
| 75 kg (30.06)  | Kenji Grillon Francia              | Luigi Busà · Italia           | Sayed Abdelnabi · Egipto / · Serkan Yağcı · Turquía                |
| 84 kg (01.07)  | Kostantinos Papadopoulous · Grecia | Salvatore Loria · Italia      | Hany Keshta · Egipto / · Jean Christophe Taumotekava · Francia     |
| +84 kg (01.07) | Francisco Javier Martínez · España | Almir Cecunjanin · Montenegro | Spyridon Margaritopoulous · Grecia / · Stefano Maniscalco · Italia |

### Femenino
| Evento         | Oro                     | Plata                              | Bronce                                                                   |
| -------------- | ----------------------- | ---------------------------------- | ------------------------------------------------------------------------ |
| 50 kg (30.06)  | Gülderen Çelik Turquía  | Sara Cardin · Italia               | Betty Aquilina Francia / Biljana Stojović Serbia                         |
| 55 kg (30.06)  | Dhouha Ben Othman Túnez | Jelena Kovačević · Croacia         | Selene Guglielmi · Italia / · Ilhem el-Djou · Argelia                    |
| 61 kg (30.06)  | Lolita Dona Francia     | Laura Pasqua · Italia              | Carmen Vicente · España / · Vildan Doğan · Turquía                       |
| 68 kg (30.06)  | Petra Volf · Croacia    | Vasiliki Panetsidou · Grecia       | Arnela Odžaković · Bosnia y Herzegovina / · Irene Colomar Costa · España |
| +68 kg (01.07) | Shymaa Alsayed · Egipto | Merima Softić Bosnia y Herzegovina | Cristina Feo Gómez · España / · Yıldız Aras · Turquía                    |

## Medallero
| Núm. | País                 | Oro | Plata | Bronce | Total |
| ---- | -------------------- | --- | ----- | ------ | ----- |
| 1    | Grecia               | 2   | 1     | 1      | 4     |
| 2    | Francia              | 2   | 0     | 2      | 4     |
| 3    | Italia               | 1   | 4     | 2      | 7     |
| 4    | Egipto               | 1   | 2     | 2      | 5     |
| 5    | Croacia              | 1   | 1     | 1      | 3     |
| 6    | España               | 1   | 0     | 3      | 4     |
| 6    | Turquía              | 1   | 0     | 3      | 4     |
| 8    | Túnez                | 1   | 0     | 0      | 1     |
| 9    | Bosnia y Herzegovina | 0   | 1     | 2      | 3     |
| 10   | Montenegro           | 0   | 1     | 0      | 1     |
| 11   | Serbia               | 0   | 0     | 2      | 2     |
| 12   | Argelia              | 0   | 0     | 1      | 1     |
| 12   | Siria                | 0   | 0     | 1      | 1     |
|      | TOTAL                | 10  | 10    | 20     | 40    |

- Datos: Q5958085